# Жить и умереть в Цимшацуй
«Жить и умереть в Цимшацуй» (иер. трад. 新邊緣人, упр. 新边缘人, кант.-рус.: Синь бянь юань жэнь, англ. To Live and Die in Tsimshatsui) — гонконгский триллер 1994 года режиссёра Эндрю Лау. Главные роли в фильме исполнили Джеки Чун, Тони Люн Ка-фай, Жаклин Нг, Чань Квок-Пон, Гиги Лаи, Рой Чун и Шинг Фуй-Он.
Джеки Чун получил номинацию на 14-й Гонконгской кинопремии в категории «Лучшая мужская роль».

## Сюжет
Полицейский под прикрытием Лик (Джеки Чун) внедрён в триаду и пытается собрать улики против мафиозного босса Хун Тая (Рой Чун). В последнее время работать ему становится сложнее в том числе из-за нового начальника (Квонг Ва), который уводит у него девушку (Гиги Лаи). Тем временем приближается час полицейской операции, которая должна накрыть разом две банды, а Лик начинает понимать, что сдать Тая, с которым он сближается, будет непросто.

## В ролях
- Джеки Чун — Сумасшедший Лик
- Тони Люн Ка-фай — Милки Фай
- Жаклин Нг — Сиу По
- Чань Квок-Пон[англ.] — Понг
- Гиги Лаи[англ.] — Мун
- Рой Чун[англ.] — Хун Тай
- Шинг Фуй-Он[англ.] — Дядя
- Квонг Ва[англ.] — офицер Суен
- Хун Янь-Янь[англ.] — Лысый негодяй
- Фрэнки Нг — отец семейства
- Бобби Ип — мужчина в борделе
- Юен Бун — офицер
- Джоан Тонг — бывшая жена Фая
- Паркман Вонг — Коффин Син
- Сандра Ын — женщина
- Мими Чу[англ.] — мама Муна